# María Luisa Sánchez-Ocaña

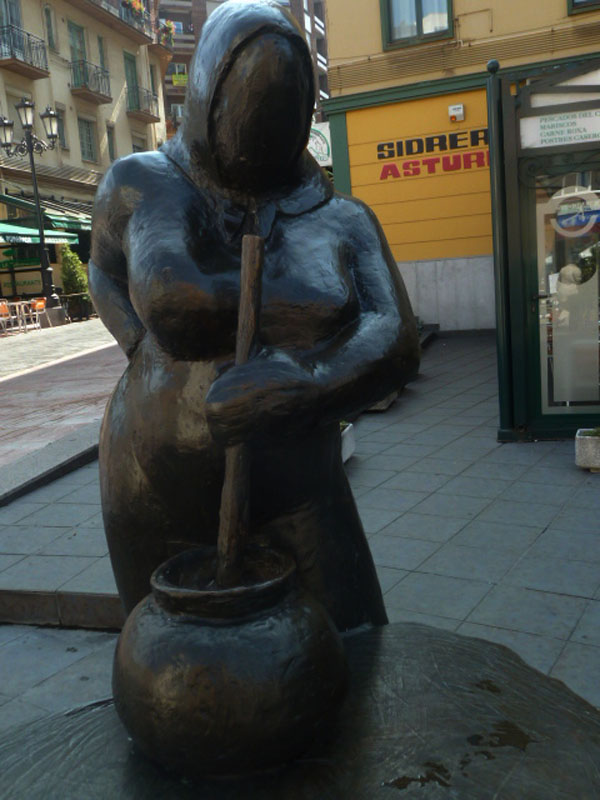
Escultura Guisandera, a Oviedo.

María Luisa Sánchez-Ocaña Fernández (Madrid, 1974) és una escultora i il·lustradora  espanyola. És filla del periodista i divulgador Ramón Sánchez Ocaña.
Com a escultora destaca la seua obra Guisandera, una estàtua de bronze col·locada a la via pública de la ciutat d'Oviedo, datada del 2000, i que s'ha vist com un homenatge a la tasca feta per les mares. En l'àmbit de la il·lustració, destaca la publicació el 2017 del seu llibre Bendita Rutina, de l'editorial ARCOPRESS, que és de fet un recopilatori de les seves millors vinyetes.